# Endoglin
Endoglin (CD105) je homodimerický transmembránový protein, který je součástí komplexu receptoru transformujícího růstového faktoru β (TGFβ). Váže se s vysokou afinitou k peptidům beta1 a beta 3. Gen pro CD105 je u lidí lokalizován na 9 chromozomu a je vysoce exprimován především ve slezině, plicích a dalších tkáních. 

## Funkce
CD105 je homodimerický transmembránový glykoprotein, primárně exprimovaný na endotelových buňkách, který může existovat ve dvou izoformách L-CD105 a S-CD105. 
Endoglin je důležitý pro správnou tvorbu krve během embryonálního vývoje. Jeho nedostatek může vést k porušení hematopoézy.  Dále se může tento glykoprotein zúčastnit v regulaci cytoskeletární organizaci aktinu. 
Exprese endoglinu může měnit diferenciační a polarizační procesy u makrofágů. Zatímco L-CD105 podporuje expresi znaků pro fenotyp M1, S-CD105 podporuje znaky pro fenotyp M2. S-CD105 hraje také důležitou roli během senescence endotelových buněk, což vede ke kardiovaskulárním onemocněním.
Mutace endoglinu může způsobit Hereditární hemoragickou teleangiektázii (HHT), autosomálně dominantní vaskulární onemocnění, projevující se zvýšeným krvácením. 